# Aristodem d'Atenes
Aristodem d'Atenes (en llatí Aristodemus, en grec Ἀριστόδημος) va ser un actor tràgic atenenc del temps de Filip II de Macedònia i de Demòstenes.
Va participar activament en la política del seu temps i pertanyé al partit que era favorable a la pau amb el regne de Macedònia. Demòstenes el va tractar de traïdor al seu país. Va ser utilitzat per Atenes com a delegat en les converses amb Filip II, que l'admirava com a actor a causa del seu gran talent, i el rei macedoni el va utilitzar també per als seus propis propòsits.
Hi va haver un actor tràgic, que portava el mateix nom, a Siracusa, durant la Primera Guerra Púnica.